# Canton de Limoges-1
Le canton de Limoges-1 est une circonscription électorale française située dans le département de la Haute-Vienne et la région Nouvelle-Aquitaine.

## Histoire

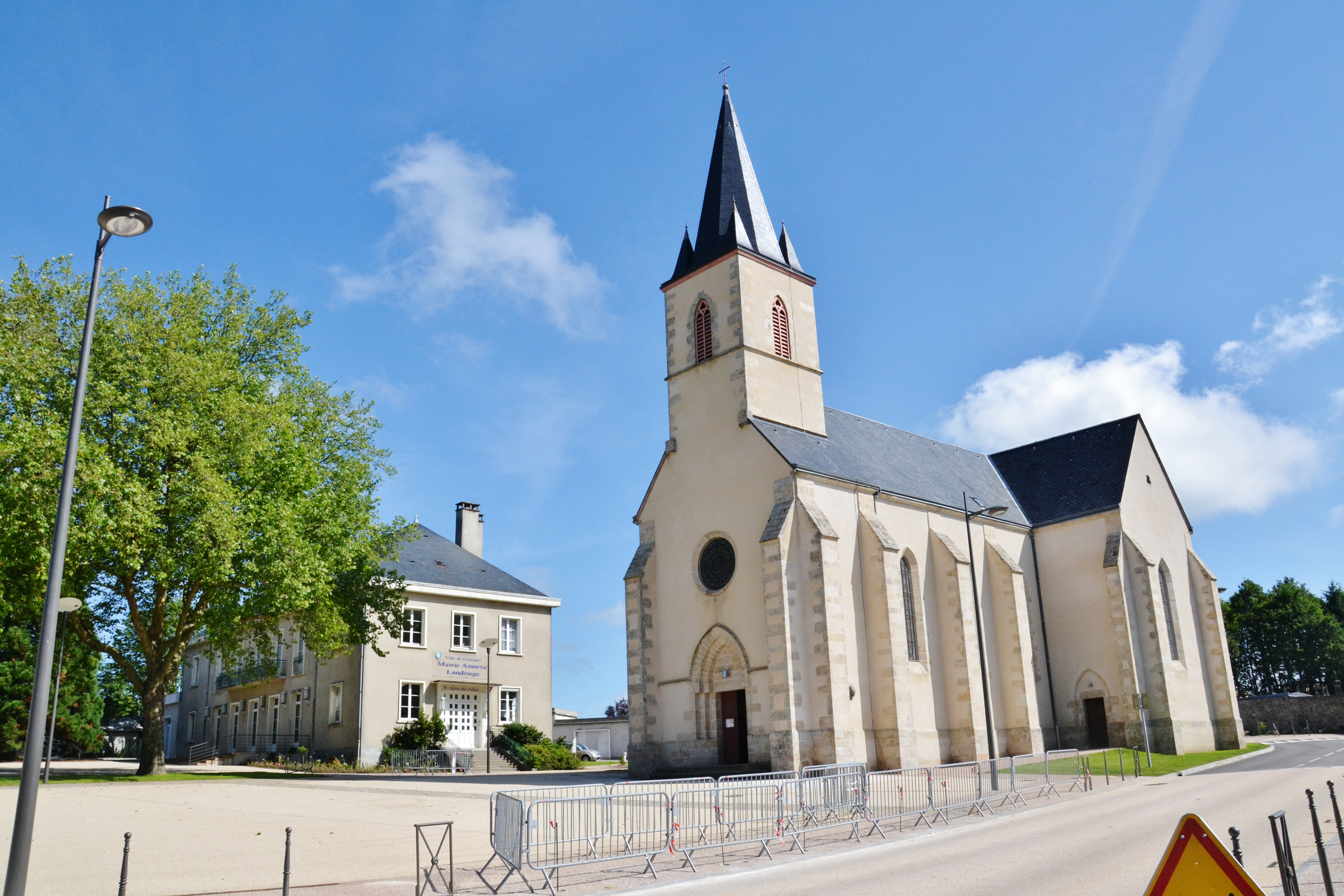
Landouge

Un nouveau découpage territorial de la Haute-Vienne entre en vigueur à l'occasion des élections départementales de mars 2015, défini par le décret du 13 février 2014, en application des lois du 17 mai 2013 (loi organique 2013-402 et loi 2013-403). Les conseillers départementaux sont, à compter de ces élections, élus au scrutin majoritaire binominal mixte. Les électeurs de chaque canton élisent au Conseil départemental, nouvelle appellation du Conseil général, deux membres de sexe différent, qui se présentent en binôme de candidats. Les conseillers départementaux sont élus pour 6 ans au scrutin binominal majoritaire à deux tours, l'accès au second tour nécessitant 12,5 % des inscrits au 1er tour. En outre la totalité des conseillers départementaux est renouvelée. Ce nouveau mode de scrutin nécessite un redécoupage des cantons dont le nombre est divisé par deux avec arrondi à l'unité impaire supérieure si ce nombre n'est pas entier impair, assorti de conditions de seuils minimaux. En Haute-Vienne, le nombre de cantons passe ainsi de 42 à 21.
Le canton de Limoges-1 est formé de fractions de la commune de Limoges issues des anciens cantons de Limoges-Landouge, de Limoges-Corgnac, de Limoges-Puy-las-Rodas et de Limoges-Isle.
Le canton est entièrement inclus dans l'arrondissement de Limoges. Le bureau centralisateur est situé à Limoges.

## Représentation
| Période élective | Période élective | Mandat | Mandat   | Identité                 | Nuance | Nuance | Qualité                                                                   |
| ---------------- | ---------------- | ------ | -------- | ------------------------ | ------ | ------ | ------------------------------------------------------------------------- |
| 2015             | 2021             | 2015   | 2021     | Christian Hanus          |        | DVD    | Artisan Adjoint au maire de Limoges (2014-2020)                           |
| 2015             | 2021             | 2015   | 2021     | Nathalie Mezille         |        | LR     | Secrétaire médicale à Limoges, conseillère municipale déléguée de Limoges |
| 2021             | 2028             | 2021   | en cours | Véronique Guilhat-Barret |        | PS     | Graphiste porcelainière et professeur en lycée, Landouge                  |
| 2021             | 2028             | 2021   | en cours | Stéphane Ostrowski       |        | DVG    | Ancien joueur et entraineur du CSP Limoges, ancien directeur marketing    |

### Résultats détaillés

#### Élections de mars 2015
À l'issue du 1er tour des élections départementales de 2015, deux binômes sont en ballottage : Christian Hanus et Nathalie Mezille (UMP, 34,4 %) et Véronique Guilhat-Barret et Matthieu Parneix (PS, 33,43 %). Le taux de participation est de 56,79 % (6 576 votants sur 11 579 inscrits) contre 57,81 % au niveau départemental et 50,17 % au niveau national.
Au second tour, Christian Hanus et Nathalie Mezille (UMP) sont élus avec 50,89 % des suffrages exprimés et un taux de participation de 55,45 % (2 910 voix pour 6 420 votants et 11 579 inscrits).

#### Élections de juin 2021
Le premier tour des élections départementales de 2021 est marqué par un très faible taux de participation (33,26 % au niveau national). Dans le canton de Limoges-1, ce taux de participation est de 32,46 % (3 744 votants sur 11 534 inscrits) contre 37,25 % au niveau départemental. À l'issue de ce premier tour, deux binômes sont en ballottage : Véronique Guilhat-Barret et Stéphane Ostrowski (Union à gauche, 35,38 %) et Stéphane Authiat et Nathalie Mézille (LR, 30,81 %).
Le second tour des élections est marqué une nouvelle fois par une abstention massive équivalente au premier tour. Les taux de participation sont de 34,36 % au niveau national, 38,38 % dans le département et 34,83 % dans le canton de Limoges-1. Véronique Guilhat-Barret et Stéphane Ostrowski (Union à gauche) sont élus avec 56,99 % des suffrages exprimés (2 092 voix pour 4 021 votants et 11 543 inscrits),,.

## Composition
| Nom                             | Code Insee | Intercommunalité     | Superficie (km2) | Population (dernière pop. légale)                 | Densité (hab./km2) | Modifier                                    |
| ------------------------------- | ---------- | -------------------- | ---------------- | ------------------------------------------------- | ------------------ | ------------------------------------------- |
| Limoges (bureau centralisateur) | 87085      | CU Limoges Métropole | 78,03            | Fraction : 18 999 (2022) Commune : 129 754 (2022) | 1 663              | modifier les données · modifier les données |
| Canton de Limoges-1             | 8708       |                      |                  | 18 999 (2022)                                     |                    | modifier les données                        |

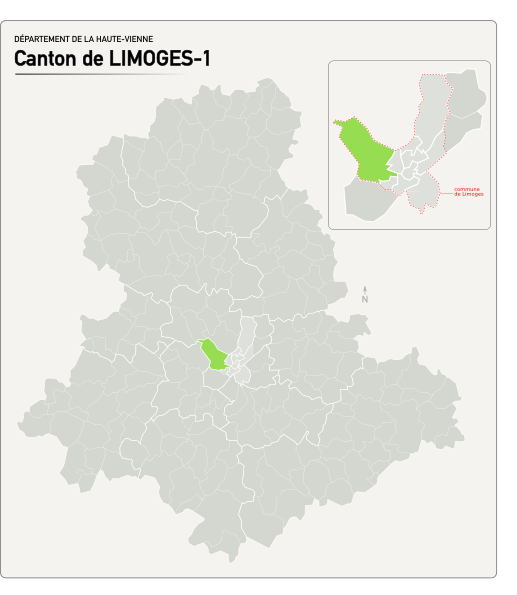
Situation du canton de Limoges-1 dans le département de la Haute-Vienne depuis 2015.

Le canton de Limoges-1 comprend la partie de la commune de Limoges située à l'ouest d'une ligne définie par l'axe des voies et limites suivantes : depuis la limite territoriale de la commune de Couzeix, cours de l'Aurence, rue de Saint-Gence, rue Jules-Renard, rue du Maréchal-Foch, allée Jean-Rebier, rue Jean-Le Bail, avenue du Président-Vincent-Auriol, avenue du Président-René-Coty, boulevard de la Borie, rue Armand-Dutreix, rue du Clos-Augier, rue des Horticulteurs, rue François-Perrin, rue Jules-Ferry, rue du Clos-Augier, rue du Puy-Las-Rodas, rue Bremontier, rue du Mas-Bouyol, rue Firmin-Delage, rue François-Perrin, boulevard du Mas-Bouyol, rue Sarah-Bernhard, rue de la Briance, rue Roger-Salengro, rue François-Perrin, jusqu'à la limite territoriale de la commune d'Isle..
Il comprend les quartiers de Bellegarde, de Landouge, la partie Sud du Val de l'Aurence (rue Durkheim, rue Jules Ferry, rue Vincent Auriol), le Mas-Bouyol et le Mas-Jambost.

## Démographie
En 2022, le canton comptait 18 999 habitants, en évolution de +2,63 % par rapport à 2016 (Haute-Vienne : −0,68 %, France hors Mayotte : +2,11 %).
| 2013   | 2018   | 2022   |
| ------ | ------ | ------ |
| 18 111 | 18 924 | 18 999 |